# Лук странный
Лук стра́нный, Пял (лат. Allium paradoxum) — многолетнее травянистое растение, вид рода Лук (Allium) семейства Амариллисовые (Amaryllidaceae).

## Распространение и экология
В природе ареал вида охватывает Иран, Азербайджан, Дагестан и Туркменистан. Натурализовалось повсеместно.
Произрастает в тенистых дубовых и дубово-грабовых предгорных лесах. Мезофит. Ранневесенний эфемероид.
Размножается семенами, дочерними луковицами и бульбочками.

## Ботаническое описание
Луковица шаровидная, диаметром около 1 см; наружные оболочки серовато-чёрные, бумагообразные. Стебель высотой 20—30 см, остро-трёхгранный, при основании вместе с листом одетый безлистным влагалищем.
Лист обычно одиночный, шириной 0,5—2 см, линейный, килеватый, от середины к основанию постепенно суженный, островатый. Листья имеют интересную особенность: центральная жилка заметно выступает с верхней, а не с нижней стороны листовой пластинки, из-за чего листья кажутся перевёрнутыми. Вероятно, по этой причине лук получил видовое название «странный».
Чехол заострённый, приблизительно в полтора раза короче зонтика. Зонтик из 2—10 поникающих белых цветков, немного напоминающих цветки ландыша. Часто вместо некоторых цветков развиваются маленькие луковички — бульбочки. Цветоножки в полтора-два раза длиннее околоцветника. Листочки широко-колокольчатого околоцветника длиной около 10 мм, почти равные, продолговатые, острые. Нити тычинок в три раза короче листочков околоцветника, на четверть между собой и с околоцветником сросшиеся, треугольно-шиловидные, почти равные. Столбик не выдается из околоцветника; рыльце трёхлопастное; семяпочек шесть.
Коробочка в два раза короче околоцветника. 
|                                              |  |  |
| Листья, цветки (крупным планом) и бульбочки. |  |  |

## Применение
Луковица и листья имеют приятный чесночный запах и могут использоваться в пищу. Однако, поскольку вид в России редкий, срывать и выкапывать дикорастущие растения нельзя.

## Таксономия
Вид Лук странный входит в род Лук (Allium) семейства Луковые (Alliaceae) порядка Спаржецветные (Asparagales).
|  |                                      |  |                                                             |                                                             |                         |  | ещё 24 семейства (согласно Системе APG II) | ещё 24 семейства (согласно Системе APG II) |                     |  |  |  | ещё более 870 видов |
|  |                                      |  |                                                             |                                                             |                         |  | ещё 24 семейства (согласно Системе APG II) | ещё 24 семейства (согласно Системе APG II) |                     |  |  |  | ещё более 870 видов |
|  |                                      |  |                                                             | порядок Спаржецветные                                       |                         |  |                                            |                                            | род Лук             |  |  |  |                     |
|  |                                      |  |                                                             | порядок Спаржецветные                                       |                         |  |                                            |                                            | род Лук             |  |  |  |                     |
|  | отдел Цветковые, или Покрытосеменные |  |                                                             |                                                             | семейство Амариллисовые |  |                                            |                                            | вид Лук странный    |  |  |  |                     |
|  | отдел Цветковые, или Покрытосеменные |  |                                                             |                                                             | семейство Амариллисовые |  |                                            |                                            |                     |  |  |  |                     |
|  |                                      |  | ещё 44 порядка цветковых растений (согласно Системе APG II) | ещё 44 порядка цветковых растений (согласно Системе APG II) |                         |  |                                            | ещё около 300 родов                        | ещё около 300 родов |  |  |  |                     |
|  |                                      |  |                                                             | ещё 44 порядка цветковых растений (согласно Системе APG II) |                         |  |                                            |                                            | ещё около 300 родов |  |  |  |                     |

Статус в Красной книге: 3д — таксоны, имеющие ограниченный ареал, часть которого находится на территории России. Численность сокращается из-за сбора населением в качестве пищевого и лекарственного растения.